# ガルム・ウォーズ
『ガルム・ウォーズ』（英題：Garm Wars: The Last Druid）は、押井守監督によるファンタジー映画。2015年10月2日に北米公開された。日本公開は、2016年5月20日。

## 概要

### 当初のプロジェクト
企画当初の題名は『G.R.M.』、通称『ガルム戦記』であった。1997年10月、バンダイビジュアルが打ち出したデジタルエンジン構想の映画として、大友克洋監督作『STEAM BOY』とともに製作が発表された。この席では、総製作費24億円、2000年公開予定と告知された。実写・特撮・アニメ・CGを融合させたハイ・ファンタジー映画で、「キャストも含め、全てをコンピュータで加工して描き出す」「セルアニメーターに3Dデジタルアニメ・3DCGソフトウェアを使いこなしてもらうための再教育」「CGアニメーターがケレン味をどの様に表現するか」「主要キャラクターは全員サイボーグで仮面・甲冑を着けているが、それらも肉体の一部として表現する」「役者・現実の生活感を排除して、どうやって惑星・異世界のキャラクターとして表現するか」「本来アニメでしか成立できないテーマを実写で表現する」というコンセプトを提示していた。
当初の計画では、総監督に押井、共同企画・原作に伊藤和典、特技監督に樋口真嗣、CG監督に秋山貴彦、メカデザインに竹内敦志、前田真宏、さらに製作総指揮にジェームズ・キャメロンを迎えることになっていた。押井は『GHOST IN THE SHELL / 攻殻機動隊』の制作が終わった頃、「予算60億円」という破格の条件でオファーを受けたという。映画の制作拠点としてデジタルエンジン研究所が設立され、アイルランドにロケハンに行くなど、3年間の準備期間に8億円の予算がつぎ込まれた。しかし、1990年代はデジタル映画制作の導入期であり、機材のスペックが低く、制作管理のシステムも整備できていなかった。企画内容に予算対効果で疑義が生まれ、またセガとバンダイの合併騒動もあり、1999年に企画は凍結された。
この没企画から派生して、より現実的に内容をダウンサイジングした映画『アヴァロン』が制作され、2001年に公開された。製作費は『G.R.M.』の開発費よりも少ない6億円だった。
伊藤が脚本を担当して2002年に放映されたテレビアニメ『.hack//SIGN』において、「劇中人物が執筆した小説『ANNWN アンヌーン』の台詞」という設定で、内容の一部が語られた。
この企画にはアニメーション版と実写、3DCG版の2本のパイロットフィルムが存在する。それらは2001年頃に東京国際ファンタスティック映画祭などで上映されてからお蔵入りしていたが、1996年に制作されたアニメーション版（12分22秒）は『ガルム・ウォーズ』劇場前売り券の特典DVDに収録され、BDソフト映像特典には2本とも収録された。

### 再始動から完成版の公開まで
企画の凍結後も、プロジェクトの再始動を望む声は多く聞かれた。
2012年、押井と関係の深いプロダクションI.Gの協力により、プロジェクトは再始動した。押井は「日本人キャストや日本語はファンタジー映画に向かない」という考え方で、本作は『アヴァロン』と同じく「全編海外ロケ・外国人キャスト・外国語台詞」で撮影された。撮影はカナダで行われ、モントリオールでのスタジオ撮影のあと、5,000km離れたブリティッシュコロンビア州で戦闘シーンが撮影された。仕上げ段階では日本側でカラーグレーディング（色調節）や二次元的な特殊効果を加えている。
企画が復活した理由としては、映像技術の進化で製作の目途が立ったことと、資金面でカナダの税制優遇措置「タックスクレジット」を利用できたことが大きい。ただし、制作中は自己資金を用意せねばならず、現地スタッフへの支払いが滞って撮影がストップし、プロダクションI.Gの石川光久社長が億単位の資金を投入する決断をして完成までこぎつけた。押井は「ここまで危ない橋を渡ったのは初めてです」と述べている。
2014年に第27回東京国際映画祭、2015年にさぬき映画祭において、"GARM WARS The Last Druid" のタイトルでプレミア上映されたのち、10月2日に "GARM WARS: The Last Druid" のタイトルで北米にて公開された。
2016年1月、日本での公開日と邦題の発表とともに、鈴木敏夫と虚淵玄がスタッフとして参加することも発表された。鈴木は日本語版プロデュースを担当し、虚淵は「この国が棄てた幻想を、再び。」というキャッチコピーを提供した。

## ストーリー

### 1997年時点のプロット
天空から飛来する謎の存在「セル」のために、滅亡の淵に立たされた惑星アンヌーンの住民「ガルム」たち。数世代にわたる戦いの中で、マスクを被り、身体を機械化し、個体の感情を否定し、記憶はデータによって受け継ぎ、戦闘に特化した種へと変貌していた。情報呪術部族の士官ウィドは、「ドルイド」の末裔ナシャンとともに、「セル」の謎を探る旅に派遣されるが、その時既にガルムの存亡を賭けた最後の戦いが始まろうとしていた…。

### 劇場公開版
創造主「ダナン」により生み出された、惑星アンヌンのクローン戦士「ガルム」たち。彼らは、記憶はデータとして受け継いで生きており、「ダナン」がこの地を去った後はこの地の覇権を巡って争い、数世代にわたる戦いを続けていた。制空部族のパイロット・カラは、情報呪術部族の士官ウィドと「ダナン」の言葉を伝える使者「ドルイド」の生き残りナシャンと出会い、彼らを追ってきた地上制覇部族の戦車兵スケリグとともに、所属する部族からはぐれた。彼らは、ナシャンの導きで禁断の地である聖地を目指す。

## キャスト
※括弧内は日本語版の吹替。
- メラニー・サンピエール（朴璐美） - カラ
- ランス・ヘンリクセン（壌晴彦） - ウィド
- ケヴィン・デュランド（星野貴紀） - スケリグ
- (鶴岡聡)  - ナシャン(マラーク)※男の声
- サマー・H・ハウエル　(川澄綾子) - ナシャン(マラーク)※女の声
- ドーン・フォート (佐藤しのぶ) - キアクラ艦長
- アンドリュー・ギリーズ (田原アルノ) - 審問官A
- ジョーダン・ファン・ダイク (福田賢二) - 審問官B
- ニック・ウォーカー (森田了介) -  審問官C
- グイド・ココメロ (岡井克升) - 審問官D
- その他の日本語吹き替え
- 小林親弘/高杉義充/宮本淳

## スタッフ
- 原作・脚本・監督：押井守
- 日本語版プロデューサー：鈴木敏夫
- 宣伝コピー：虚淵玄
- 音楽：川井憲次
- 協力：スタジオジブリ
- 制作：Production I.G
- 製作：バンダイナムコエンターテインメント、Production I.G
- 配給：東宝映像事業部

この他に江面久や出演者として佐伯日菜子・山田せつ子などが関わっていたとされている。

## 備考
- 押井は2009年に公開されたジェームズ・キャメロン監督の『アバター』を観て、「『ガルム』でやりたかったことを先にやられてしまった」と悔しがったという[26]。本作に関しては「自分の映画である以前に、アニメとCGと実写を取り入れた新しい映画を体験する、創り上げることがテーマ」「『ガルム戦記』で登ろうとした山にはとりあえず、よじ登った」と述べている[14]。達成できたのは当初のイメージの半分程度で、制作費の都合で絵コンテから3割削り、撮影ではさらに3割が撮り切れなかった[21]。
- 日本人の体では甲冑を身に着けた場合、所作が様にならない、という押井の持論から、登場するキャラクターのほとんどが甲冑を身に着けている本作では、舞踊家が甲冑など衣装を着けて演技した、もしくはそこから動きを抽出した映像素材に俳優の顔の部分だけをはめ込み合成する画造りの方法が検討されていた（NHK-BSでの竹中直人との対談、その他の資料より）。
- 主演女優のメラニー・サンピエールは押井映画のファンで、オーディション会場に『GHOST IN THE SHELL / 攻殻機動隊』のヒロイン草薙素子のような黒髪のおかっぱ頭で現れた[27]。候補の中で評価は低かったが、オーディションでは存在感が際立っており、無名の新人ながらカラ役を射止めた。日本での初日舞台挨拶では、メラニーから押井へ送られた感謝の手紙が読み上げられ、押井が涙ぐむ場面もあった[28]。
- 2010年7月16日より同年9月5日まで八王子市夢美術館にて開催された「特別展 押井守と映像の魔術師たち」において、本作の模型資料が初めて一般公開された。なお、権利保有の状況が複雑なため、同展図録には写真、データなど著作権が関わる本作の資料は一切載録されていない（スタッフインタビューでの言及のみ）。
- 2016年3月10日に、押井と鈴木と虚淵が出演する『ガルム・ウォーズ』公開特番がLINE LIVEで放送された[29]。
- 完成から約30年前の1986年、スタジオジブリの鈴木敏夫と宮崎駿は共にその才能を高く評価していた押井を連れ、ケルト文化の遺跡が多く残るアイルランドへ旅行をした。アイルランドで目にした荒涼とした光景に、押井は自身の原風景を感じ「とにかくその風景に目を奪われた。この世の果てみたいに寂寞としていてさ。いつかここで映画を撮ってみたいと思ったんだ」と、述懐している。